# Ingeniero White
Ingeniero White ist ein Ort und ein Hafen im Großraum von Bahía Blanca (Gran Bahía Blanca) im Kreis Bahía Blanca (Partido de Bahía Blanca) in der argentinischen Provinz Buenos Aires. Der Hafen von Ingeniero White ist einer der Hauptüberseehäfen Argentiniens und war der wichtigste Faktor für das Wachstum von Bahía Blanca.

## Name
Den Namen Ingeniero White erhielt der Ort El Puerto durch Erlass des argentinischen Präsidenten Julio Argentino Roca vom 20. Juni 1899 als Ehrung des Ingenieurs und Industriellen Guillermo White, der sich um den Eisenbahnbau in Argentinien verdient gemacht und auch die Linie Buenos Aires–Bahía Blanca gebaut hatte.

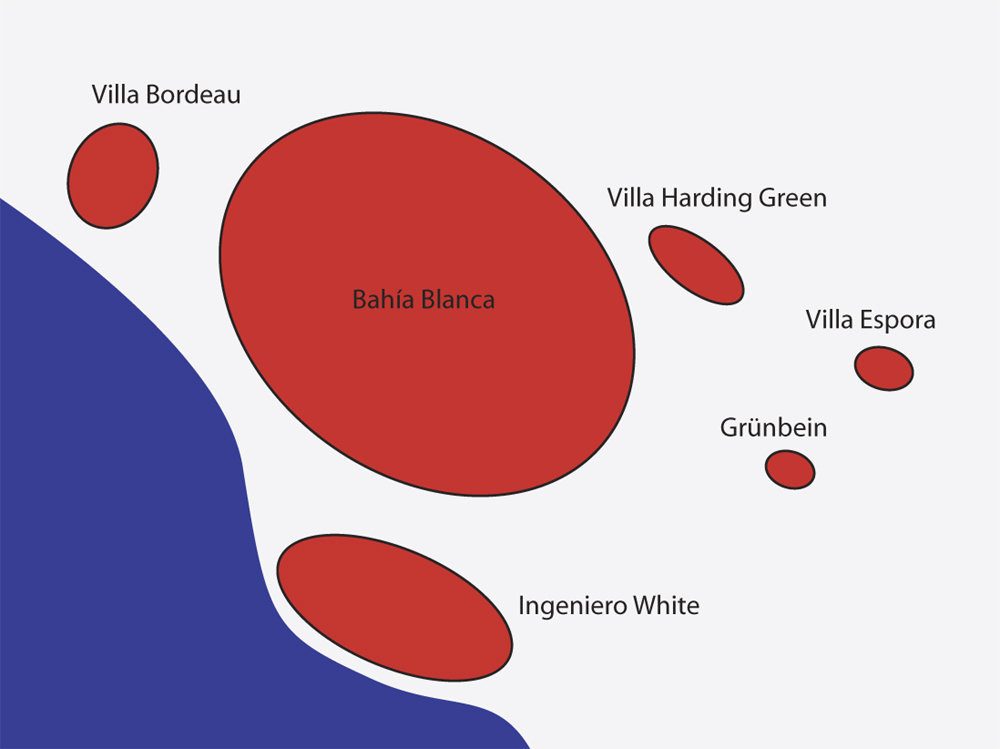
Ingeniero White liegt südlich von Bahía Blanca

## Lage
Ingeniero White liegt 10 Kilometer vom Zentrum Bahía Blancas entfernt.

## Bevölkerung
Die Einwohnerzahl ging von 11.065 im Jahr 1991 um 5,2 % auf 10.486 im Jahr 2001 zurück.

## Geschichte
Die Geschichte des Orts beginnt mit der Entdeckung Amerikas. 1520 entdeckte Ferdinand Magellan die Bucht, in der heute Ingeniero White liegt, und nannte sie Bahía de los Bajos Anegados, obwohl die dort Lebenden sie Blanca Vadia oder Vadia Blanca nannten. Spanische Seeleute nannten sie Bahía de los Buenos Cables, englische blanca.
1827 planten der argentinische Präsident Bernardino Rivadavia und Martín Rodríguez den Bau einer Stadt und eines Hafens im Süden der heutigen Provinz Buenos Aires und entschieden sich für den Namen Bahía Blanca. In der Gründungsurkunde wird von Fortaleza Protectora Argentina und Puerto Esperanza gesprochen. Es wurde auch Nueva Buenos Aires als Name vorgeschlagen, aber die Bewohner setzten Bahía Blanca durch. Der Hafen und die umgebende Siedlung wurde bis 1899 schlicht El Puerto genannt.
Die Bedeutung wuchs zu Beginn des 20. Jahrhunderts durch große Zuwanderung von überwiegend Europäern, die sich in der Stadt und im Hafen niederließen. Heute ist Ingeniero White nach Bahía Blanca selbst der wichtigste Ort im Kreis Bahía Blanca.

## Wirtschaft

### Der Hafen
Die Hafenkonzession wurde 1883 dem Unternehmen Ferrocarril del Sud erteilt. Bei seiner Einweihung im Jahr 1885 hatte der Hafen einen kleinen gebogenen Kai, der wegen seiner mäßigen Größe nur drei Überseeschiffe und drei Küstenschiffe aufnehmen konnte. Die Zunahme des Getreideexports ab 1889 führte zu Überlegungen zum Bau eines größeren Kais in Stahlkonstruktion. Die entsprechenden Arbeiten begannen 1902.
Heute ist der Hafen wegen seiner Wassertiefe einer der Hauptseehäfen Argentiniens. Die Existenz des Hafens förderte die Ansiedlung von Industrie in der Region mit einem der wichtigsten petrochemischen Komplexe in Argentinien.
Innerhalb des Hafens gibt es zwei deutlich unterschiedene Bereiche. Der erste Bereich widmet sich Getreide und Getreideprodukten und wurde im Jahr 2006 von den Unternehmen Platestiba S. A. C., Terminal Bahía Blanca S. A. und Cargill S. A. I. C. dominiert. Der zweite Bereich liegt  nach Westen hin und widmet sich Handel im Allgemeinen. Dieser Bereich entwickelte sich ursprünglich aus dem Durchsatz von Kühl- und Tiefkühlwaren, insbesondere von Obst und Fisch. Es gibt eine Kühlkapazität von 82.000 m³. Beide Bereiche haben Eisenbahnanschluss.
An den Positionen 1, 2, 3, 4 und 21 sind die Küstenfischer und die Schiffe des Hafendienstes beheimatet.

### Der petrochemische Komplex

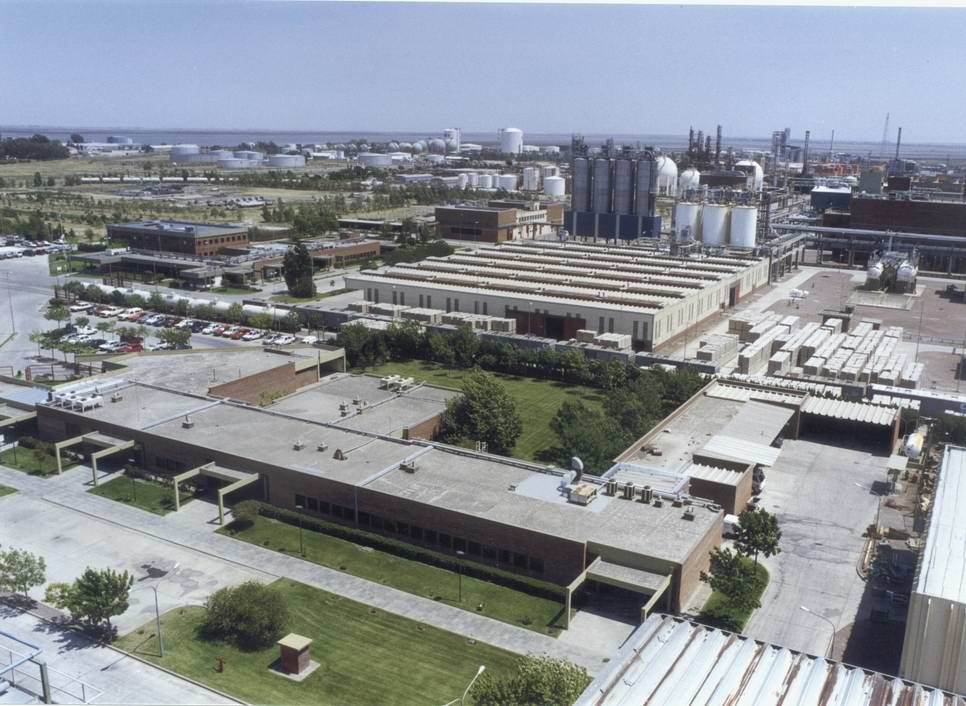
Petrochemie in Ingeniero White

Der petrochemische Komplex Ingeniero Whites besteht aus einer gegliederten Produktionskette, an die sich einzelne Glieder anschließen können. Gegenwärtig besteht der Komplex aus drei Industriearten:
- Ölindustrie mit einer Kapazität von 4 Millionen Tonnen pro Jahr. Produkte sind unter anderem Heizöl, Diesel, Kerosin, Benzin und Asphalt.

- Petrochemische Industrie mit einer Kapazität von 3,4 Millionen Tonnen pro Jahr. Produkte sind Ethen, Polyethylen, Polyvinylchlorid, Harnstoff und Ammoniak.

- Chemische Industrie mit einer Kapazität von 350.000 Tonnen pro Jahr. Produkte sind Chlor und Natriumhydroxid.

Man schätzt, dass der Beitrag des petrochemischen Komplexes zur örtlichen Wirtschaft nicht unter 125 Millionen Dollar pro Jahr liegt. Nach Erhebungen aus dem Jahr 2001 liegt der Anteil des Komplexes an der argentinischen Gesamtproduktion bei 45 %. Die bedeutendsten Unternehmen sind PPB Polisur, Solvay Indupa, Compañía Mega y Profértil.

## Kultur

### Museen

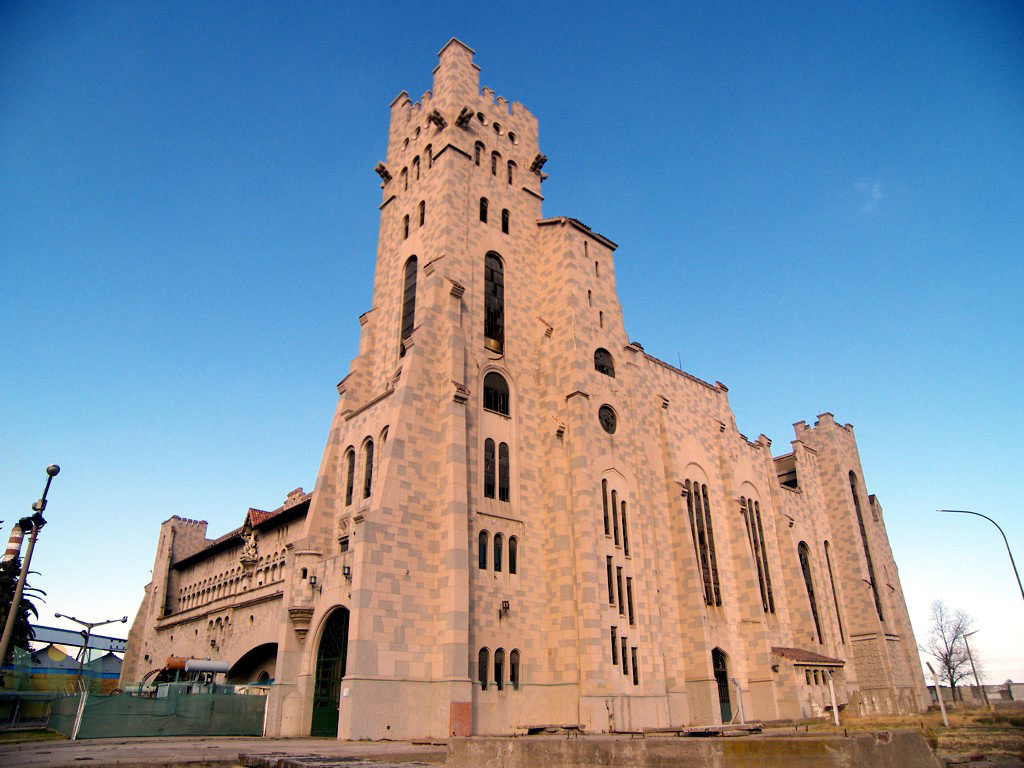
Ehemaliges Fabrikgebäude General San Martín, heute Museum El Castillo.

Es gibt ein Hafenmuseum (museo del puerto), das sich in einem restaurierten typischen Hafenhaus befindet. Im Garten liegt ein originales Fischerschiff.
Ein weiteres Museum befindet sich in dem ehemaligen Fabrikgebäude General San Martín, das 1928 von dem italienischen Architekten Molinari im Stil einer mittelalterlichen Burg gebaut worden ist. Es liegt in der Nähe des Hafenmuseums.

### Theater
Im Theater Ingeniero White finden Theater- und andere Vorstellungen, Musikveranstaltungen und  Kongresse statt.

### Camarón y Langostino
Ein großes Fest ist die Fiesta Nacional del Camarón y Langostino (Garnele und Languste). Dieses Fest findet jährlich in der Karwoche statt und dauert länger als drei Tage. Es kommen mehr als 20.000 Besucher.

## Persönlichkeiten
- Tomás Néstor Blanco (* 1986), Handballspieler und -trainer